# Río San Luis
El río San Luis es un río de Uruguay ubicado en el departamento de Rocha. Es afluente de la laguna Merín y recibe las aguas de varios arroyos bastantes extensos por lo que su cuenca mide 2 360 km, nace en la Cuchilla de la Carbonera, recorre alrededor de 60 km.
Sus principales afluentes son el Arroyo India Muerta y el Arroyo de la Coronilla, desembocando en este último el Arroyo Sarandí de los Amarales.
Sus aguas son usadas para inundar campos de arroz. Es el cuarto mayor afluente de la laguna Merín en Uruguay.